# Ángel Romero Llamas
Ángel Romero Llamas, oft mit dem Titel Don angesprochen; (* 1. Oktober 1932 in Teúl de González Ortega, Mexiko; † 21. September 2007 in Guadalajara, Mexiko) war ein mexikanischer Radrennfahrer.
Im Alter von 16 Jahren -1948- wurde Llamas mexikanischer Straßenmeister. Von 1951 bis 1954 siegte er viermal in Folge bei der Vuelta Ciclista al Centro de la República in Mexiko. 1952 vertrat er Mexiko bei den Olympischen Sommerspielen in Helsinki und wurde 45. im Straßenrennen.  1953 wurde er mexikanischer Sportler des Jahres.
Nach seiner aktiven Laufbahn wurde Llamas Leiter des Jalisco Radteam und Präsident der Mexikanischen Radsportvereinigung. Er war an Restaurantketten und Sportartikelgeschäften in mehreren Städten beteiligt, auch in der Stadt Guadalajara. Er wurde zweimal als Bürgermeister von Zapopan gewählt, (1962–1964 und 1974–1976).
1995 wurde Ángel Romero Llamas in die Hall of Fame Sport des mexikanischen Sportbundes aufgenommen. Er starb am 13. September 2007 an Krebs.

## Erfolge
| Jahr | Erfolg | Erfolg        | Rennen                           |
| ---- | ------ | ------------- | -------------------------------- |
| 1951 | Sieger | 02. Etappe    | Vuelta al Centro de la República |
| 1951 | Sieger | 13. Etappe    | Vuelta al Centro de la República |
| 1951 | Sieger | Gesamtwertung | Vuelta al Centro de la República |
| 1952 | Sieger | 13. Etappe    | Vuelta al Centro de la República |
| 1952 | Sieger | Gesamtwertung | Vuelta al Centro de la República |
| 1952 | 45.    | 45.           | Olympische Spiele, Straße        |
| 1953 | Sieger | 06. Etappe    | Vuelta al Centro de la República |
| 1953 | Sieger | 13. Etappe    | Vuelta al Centro de la República |
| 1953 | Sieger | Gesamtwertung | Vuelta al Centro de la República |
| 1954 | Sieger | 03. Etappe    | Vuelta al Centro de la República |
| 1954 | Sieger | 11. Etappe    | Vuelta al Centro de la República |
| 1954 | Sieger | Gesamtwertung | Vuelta al Centro de la República |